# Ú
Ú, ú (U с акутом) — буква расширенной латиницы, используемая в чешском, фарерском, венгерском, исландском и словацком алфавитах. Буква также появляется в нидерландском, ирландском, окситанском, португальском, испанском, итальянском, вьетнамском алфавитах и в системе пиньинь в качестве варианта буквы U с добавлением тона.

## Использование

### Венгерский алфавит
В венгерском алфавите буква Ú стоит 36-й по счёту и передаёт звук [uː] (долгий звук «У»).

### Каталанский алфавит
Используется в качестве ударной буквы u, показывая, что ударение падает на эту букву, хотя и не является типичным (то есть по правилам не должно падать на неё).

### Исландский алфавит
Ú — 25 буква исландского алфавита и обозначает звук [u].

### Испанский алфавит
Используется в качестве ударной буквы u, показывая, что ударение падает на эту букву, хотя и не является типичным (то есть по правилам не должно падать на неё).

### Пиньинь
В системе пиньинь Ú обозначает U с восходящим тоном.

### Вьетнамский язык
Во вьетнамском языке буква передаёт звук [u] с восходящим тоном.

### Португальский алфавит
Используется в качестве ударной буквы u, показывая, что ударение падает на эту букву, хотя и не является типичным (то есть по правилам не должно падать на неё).

### Словацкий алфавит
В словацком алфавите буква Ú стоит 39-й по счёту и передаёт звук [uː].

### Фарерский алфавит
Ú является 24-й буквой фарерского алфавита, и может представлять следующие звуки:
- Короткий [ʏ] в таких словах, как krúss [kɹʏsː] («кружка», «чашка кофе»)
- Короткий [ɪ] перед [ɡv] в таких словах, как kúgv [kɪɡv] («корова»), но и в brúdleyp [bɹɪdlɛip] («свадебные»)
- Длинный дифтонг [ʉuː] в úti [ʉuːtɪ] («вне»), hús [hʉuːs] («дом»), jú [jʉuː] («но»).

### Чешский алфавит
В чешском алфавите буква Ú стоит 34-й по счёту и передаёт звук [uː]. Может появляться только в качестве первой буквы слова, за исключением составных слов, таких как, например, «trojúhelník» — треугольник, которое состоит из двух основ — «troj», которое является производным от «tři», означающее «три» и «úhel» — «угол».